# Диалектика
Диалектиката (от старогръцки: διαλεκτική, „(изкуство на) разговора“) е понятие във философията, което неколкократно изменя значението си в хода на историята.
В Античността диалектиката е форма на излагане на философски разсъждения във вид на диалог между две противопоставящи се страни, развита най-добре в сократическите диалози на Платон. През Средновековието диалектиката е академична дисциплина, част от тривиума, приблизително съответстваща на логиката.
Във философията от 18 век насам диалектиката е метод на разгръщане и примиряване на противоположни твърдения, наричани теза и антитеза, чрез тяхното всестранно обсъждане и решаването на противоречието между тях чрез разумна аргументация. Резултатът често може да доведе не просто до отричане на една от гледните точки, а и до тяхната синтеза или обединение в ново твърдение или до качествена промяна в начина на разглеждането им.
Враждебността или приемането на диалектическия метод е една от основните разграничителни линии в съвременната Западна философия, отделящи англо-американската философия от континенталната традиция – диалектиката играе централна роля в континенталната философия, но почти не присъства в англо-американската, където са по-силни позитивистичните тенденции.

## Произход на понятието
„Диалектика“ произлиза от старогръцката дума διαλεκτική, dialektikḗ, която може да се преведе като „изкуство на разговора“. Тя от своя страна идва от стгр. διάλεκτος – „говор, наречие“, която е от глагола διαλέγομαι, dialégomai – „разговарям, беседвам“. В българския език думата е навлязла или през руската диалектика, която е заемка от немската Dialektik, или направо от немския език. От старогръцкия думата преминава в къснолатинската dialectica, оттам в старофренската dialectique и накрая в английската dialectic.
Диалектика може да означава и „логическа аргументация“, или „логически доводи“.

## Сократическа диалектика
В древногръцката философия диалектиката е метод на разсъждение, основаващ се на размяната на аргументи и контраргументи в подкрепа на определена теза и нейната антитеза. Резултатът от нея може да бъде отхвърлянето на един от двата възгледа, тяхното съвместяване и съчетаване или поне качествена промяна в насоката на диалога.
Класическата форма на този метод е използвана в сократическите диалози на Платон, в които основното действащо лице Сократ разпитва своите събеседници за изказано от тях мнение и постепенно разкрива неговата вътрешна противоречивост. За разлика от съвременната диалектика, сократическата не е цялостен възглед за характера на света. Заявената цел на дейността на Сократ е само освобождаване от грешки, които разговарящият с него не разпознава, и постигането на доброто и истината в най-общ смисъл.
Тази дейност е също наричана „акуширане“ на истината или на душата, тъй като целта на такъв разговор е да „изведе на бял свят“ истинното познание за дискутирания предмет. Отчасти такова разбиране се съдържа в популярния афоризъм, че „истината се ражда в спора“.

## Съвременна диалектика

### Основни принципи
Основните принципи на съвременната диалектика са формулирани от Йохан Готлиб Фихте и Георг Вилхелм Фридрих Хегел:
1. Всичко е преходно и крайно, съществуващо в рамките на времето.
2. Всичко се състои от противоположни сили и има противоположни страни.
3. Постепенните промени водят до повратни точки, в които една от силите надделява над другата (количествените натрупвания водят до качествени изменения).

Подобни възгледи споделят широк кръг философски системи, съществували още от Античността, като според някои изследователи историята на диалектиката съвпада с пълната история на самата философия.

### През Античността
Първото философско учение, за което се твърди, че е диалектическо в съвременния смисъл, е това на представителите на Елеатската философска школа. Диоген предава думите на Аристотел, според когото Зенон от Елея „създал“ диалектиката. С това изглежда се имат предвид прочутите му апории, в които Зенон показва противоречивостта на движението и го обявява за неистинно.
Основната идея на диалектиката заема централно място при Хераклит, който твърди, че всичко постоянно се променя, в резултат на вътрешна борба и противопоставяне. Хегел твърди, че у него „за първи път може да се срещне философската идея в нейния спекулативен принцип“ и че няма нито едно негово положение, което да не е възприел в своята „Логика“.

### Кант
Имануел Кант разделя основния си труд Критика на чистия разум според традиционното разделение на логиката на аналитика и диалектика, като аналитиката съответства на аналитиките на Аристотел, а диалектиката на неговата Топика. Като изтъква стойността на логиката спрямо трансценденталния си метод на философия Кант дава едно ново и различно тълкувание на диалектиката. Диалектика има при него двуяко значение, от една страна означава метода на разума, чрез който той се заплита в противоречия, от друга, метода му да открива тези противоречия като критика на диалектическата заблуда.
Подобно на аналитиката, Кант нарича логиката на относителността на топиката логика на истината, докато диалектиката той дефинира като логика на илюзията. Поради това тя съответства по-скоро на аристотеловото понятие за еристика (празното изкуството да се спори) отколкото на топиката му. За разлика от софистическите паралогизми, които произхождат от намерението им за измама,  диалектиката на Кант се занимава с изречения, които произхождат в своите противоречия от природата на разума, които могат да бъдат открити, но не биха могли да бъдат ликвидирани. Оттук следва, че целта на една критиката на чистия разум може да бъде само тази - да разкрива илюзията и да предпазва от нейните измами. Според това трансценденталната диалектика, както Кант нарича неговото понятие за диалектика, може да се задоволи само с това да открива илюзията на трансценденталните съждения, т.е. тя никога не може да накара илюзията, да престане или да изчезне.
Преди Кант теоретично значимите противоречия са били отнасяни до борещи се едни с други групи, така че да може да се породи впечатлението, че едно мнение е вярно, а друго изпада в логическа диалектика.  Кант издига противоречащите си аргументи до логически неоспорими антитези и така обективизира безкрайния диспут на научния свят; противоречията, в които се въвлича разумът, се раждат от самия него, спорът на страните почива на спорът на разума със себе си. Според това спекулативния разум в неговата трансцендентална употреба е сам по себе си диалектичен.  С това диалектиката се превръща като историчски феномен в измамна, но естетвена изразна форма на разума.
За разлика от логическата диалектика, която се занимава само с неверни по формата си изводи, които могат да бъдат унищожени с просто поправяне,  трансценденталната диалектика произлиза от априорната употребата на понятията на разума извън границите на възможността на човешкото познание. Тогава се прави материална употребата от чисто формални принципи на познанието чрез разсъдъка и така се употребят само логическите основни положения като органон за разширяване на познанията извън рамките на възможното познание.  По този начин се пораждат три форми на трансцендентални съждения: паралогизми, антиномии, идеали. Противоречащите си тези стоят в диалектическа опозиция, която има по-голямо съдържание от аналитичната, защото при нея и двете тези биха могли да бъдат грешни.
Грешката на трите вида диалектически системи се състои в злоупотребата с идеите на разума, които служат само за регулативна, но не и за конституираща познанието употреба, тъй като на тях не съответства никакъв предмет на опита.  При тях става въпрос само за проблематични понятия. Превключването от познатото към непознатото дава илюзията на обективната реалност, но никога не разширява познанието извън самата реалност. Тъй като ползата от трансценденталната диалектика като възпрепятстването на илюзията на измамното заключение е само негативна, липсва канон на разума в неговата спекулативната употреба.  Липсват също и ръководни линии за правилната му употреба, а налице е само дисциплина. Противоречащите си тези могат да съществуват само като регулативни принципи една до друга, както в естествените науки се предпоставя абсолютния детерминизъм на всички явления, но същевременно в морала остава отворена възможността за свободата, което си противоречи само тогава, когато тезите биват взети като твърдения за нещата сами по себе си.  Поради това разрешението на антиномиите на теоретичния разум ни препраща към практическия.

### Хегел
Във философската система на Георг Вилхелм Фридрих Хегел диалектиката е всеобщ принцип на разгръщане на Абсолютната идея(божественото), в частност, неговата логика е наричана „диалектическа“, тъй като проследява вътрешното натрупване на мисловните форми чрез пораждане на отрицанието, а след това чрез снемането му в нова, по-обща мисловна форма. За Хегел логиката е „науката за чистата идея, т.е. за идеята в абстрактия елемент на мисленето.“ Изграждайки това предварително понятие за логика той определя мисленето като (1) преди всичко „азът“, най-простия израз на съществуващия субект, (2) но същевременно като размишление, продукт на своята дейност и (3) съответно като нещо, което се променя чрез тази дейност и само така е истинно за себе си – посредством своята собствена промяна. Например диалектиката на съществуването включва момента на битието, което обаче в своята най-обща и абстрактна форма е неразличимо от нищото, а двете са обединени и снети в ставането – съществуващото възниква и отмира, ставането е истината на съществуването.
Именно тази процедура по снемането на предходната форма като едновременно унищожаване и запазване е същината на диалектиката. Всеки етап от този процес е продукт на противоречия заложени преди него. Този метод по-нататък се проявява и в другите две части на хегеловата философска система – философия на природата и философия на духа, и в разбирането му за историята, както и в неговите лекции по история на философията.
Често този процес се схематизира в триадата теза, антитеза и синтеза. Хегел всъщност рядко използва тези термини. Поначало те са използвани от Йохан Готлиб Фихте и механичното им пренасяне върху диалектиката на Хегел не е напълно коректно, доколкото те предполагат, че развитието е външно. Напротив, у Хегел противоречието винаги вече е заложено в предходен момент и диалектиката е процес на неговото разгръщане и обективация.

### Маркс
Маркс използва Хегеловия диалектически метод, но с твърдението, че той трябва да бъде освободен от идеалистическата му ориентация. Прочуто е твърдението му, че „Хегел стои обърнат с главата надолу“. Доколкото материята е движещият принцип, „изправянето на крака“ на философията запазва диалектиката, но променя нейния предмет. За марксизма светът на идеите, формите на мисълта и духа не са нищо повече от „отражение на материалния свят в човешкото съзнание“. По същия начин диалектиката е общата рамка, в която възникват класовата борба или „преминаването на количествени натрупвания в качествени изменения“.

## Kритики
Основният аргумент срещу диалектическите подходи е формално-логически. Приемането на едно твърдение заедно с неговото отрицание ('теза' и 'антитеза') е противоречие и стандартно то се оценява като невярно. Със средствата на елементарна логика се показва, че от невярно твърдение следва произволно друго – факт, добре познат още от схоластиците и описван стандартно с латинизма 'ex falso quodlibet'.
В съвременната литература той често е наричан 'експлозивния принцип', тъй като води до неопределени следствия.
Съдържателността на разглеждания не е гаранция за ограничаването на произвола, следващ от противоречие. Карл Попър през цялата си кариера остава категоричен противник на диалектиката и специално указва на връзката ѝ с тоталитаризма.. Джордж Оруел в своята антиутопия '1984' нагледно демонстрира политическия ефект на диалектиката.

### Цитирани източници
- Платон. Апология //  Диалози, т. 1.   София, Наука и изкуство, 1979. ISBN 9531272611.
- Радоилска, Любомира (съст. и прев.). Елеати, Фрагменти.   София, ЛИК, 1996. ISBN 954-607-061-0.
- Хегел, Георг Вилхелм Фридрих. Енциклопедия на философските науки, т. 1.   София, ЛИК, 1997. ISBN 954-607-089-0.
- Хегел, Георг Вилхелм Фридрих. История на философията, т. 1.   София, Наука и изкуство, 1982.
- Ayer, A. J et al. A dictionary of philosophical quotations.   Oxford, Blackwell Publishers, 1992. (на английски)
- Cassin, Barbara (ed.). Vocabulaire européen des philosophies: dictionnaire des intraduisibles.   Paris, Le Robert & Seuil, 2004. ISBN 2020307308. (на френски)
- Herbermann, C. G. The Catholic encyclopedia: an international work of reference on the constitution, doctrine, and history of the Catholic church.   New York, The Encyclopedia press, 1913. (на английски)
- McTaggart, J. M. E. A commentary on Hegel's logic.   New York, Russell & Russell, 1964. p. 11. (на английски)
- Snider, Denton Jaques. Ancient European Philosophy: The History of Greek Philosophy Psychologically Treated.   Sigma publishing, 1903. (на английски)
- Williams, Howard Ll. Hegel, Heraclitus, and Marx's Dialectic.   Harvester Wheatsheaf, 1989. ISBN 0-7450-0527-6. (на английски)

- Kant, Immanuel. Kritik der reinen Vernunft.   Hamburg, Meiner, 1998. ISBN 3-7873-1319-2. (на немски)
- Ritter, Joachim. Historisches Wörterbuch der Philosophie.   Basel, Schwalbe, 1972. (на немски)